# Зоран Нижич
Зоран Нижич (хорв. Zoran Nižić; нар. 11 жовтня 1989, Спліт) — хорватський футболіст, захисник російського клубу «Ахмат».

## Ігрова кар'єра
Вихованець футбольного клубу «Змай» з міста Макарська, в якому і дебютував на дорослому рівні у 2007 році. В рідній команді провів два сезони у Третьому дивізіоні, взявши участь у 30 матчах чемпіонату.
Влітку 2009 року перейшов у бельгійський «Брюссель» з другого за рівнем дивізіону країни. Відіграв за команду з Брюсселя наступні три сезони своєї ігрової кар'єри. Більшість часу, проведеного у складі «Брюсселя», був основним гравцем захисту команди, проте влітку 2012 року покинув клуб на правах вільного агента і тривалий час лишався без клубу.
На початку 2013 року повернувся на батьківщину і став гравцем «Хайдука», вигравши з ним в першому ж сезоні Кубок Хорватії. Всього за 8 років встиг відіграти за сплітську команду 102 матчі в національному чемпіонаті.
До складу клубу «Ахмат» приєднався в серпні 2018 року. Станом на 17 липня 2020 року відіграв за грозненську команду 31 матч в національному чемпіонаті.

## Виступи за збірну
2017 року дебютував в офіційних матчах у складі національної збірної Хорватії.

## Титули і досягнення
- Володар Кубка Хорватії (1):

«Хайдук» (Спліт): 2012–13